# 郭志賢 (歌仔戲)
郭志賢，歌仔戲演員；工生行，中國國家一級導演。

## 经历
他在漳州藝術學校跟邵江海先生等人學習歌仔戲表演專業，在上海戲劇學院導演系學習戲曲導演專業。
曾任漳州市薌劇團演員、團長（1984年到1989年）、福建藝術學校漳州分校校長。

## 導演作品
- 潮劇
  - 《碧血瑤階》（與湯麗真合導）
  - 《圍城記》（與湯麗真合導）
  - 《還官記》（與謝平安合導）
  - 《洗馬橋》
- 閩劇
  - 《紅豆緣》（與林仁合導）
- 歌仔戲
  - 《保嬰記》等